# Olympische Winterspiele 1992/Teilnehmer (Senegal)
| Gelbes Symbol für Goldmedaillen mit stilisierten Olympischen Ringen | Graues Symbol für Silbermedaillen mit stilisierten Olympischen Ringen | Braundes Symbol für Bronzemedaillen mit stilisierten Olympischen Ringen |
| ------------------------------------------------------------------- | --------------------------------------------------------------------- | ----------------------------------------------------------------------- |
| —                                                                   | —                                                                     | —                                                                       |

Der Senegal nahm bei den XVI. Olympischen Winterspielen 1992 im französischen Albertville zum zweiten Mal an Winterspielen teil. Es gingen zwei alpine Skifahrer ins Rennen.

## Teilnehmer nach Sportarten

### Ski Alpin
- Alphonse Gomis
Männer, Abfahrt → DNF
Männer, Super-G → DNF
Männer, Riesenslalom → 74. (2:48,08 min)
Männer, Slalom → DNF
Männer, Kombination → DNF

- Lamine Guèye
Männer, Abfahrt → 45. (2:12,84 min)
Männer, Super-G → 78. (1:29,18 min)
Männer, Riesenslalom → 66. (2:44,98 min)
Männer, Slalom → DNF
Männer, Kombination → DNF